# 黒田了一
黒田 了一（くろだ りょういち、1911年〈明治44年〉3月16日 - 2003年〈平成15年〉7月24日）は、日本の法学者（憲法）・政治家・弁護士。大阪府知事（2期）。憲法改悪阻止各界連絡会議代表委員。

## 略歴・人物

### 学生〜憲法学者時代
大阪市北区大淀町生まれ。旧制北野中・旧制三高から東北帝国大学法学部法律学科を卒業後、東北帝国大学法学部助手を経て満州国高等鉄路警護学校教官などを歴任。終戦後5年間シベリア抑留を経験し、1950年（昭和25年）に帰国。大阪市立大学法学部助教授に就任し、憲法学を担当した。1956年に教授に昇任し学生部長・法学部長を歴任、日本学術会議「学問・思想の自由」委員会委員長・日本科学者会議全国参与・大阪護憲連合代表委員なども務めた。

### 1971年大阪府知事選挙
1971年3月6日、日本社会党と日本共産党は、11日後に告示を迎える大阪府知事選挙に向けて、政策・組織協定を結んだ。同日、黒田は社共統一候補として社会党の亀田得治大阪府本部委員長と共産党の村上弘大阪府委員長と記者会見し、正式に出馬表明した。もともと黒田は候補者選定をおこなう立場であったが、擁立側の意中の人物（宮本憲一ら）に相次いで固辞されたことから、周囲の勧めもあり立候補に踏み切った。会見では「このまま出馬を拒むなら革新諸勢力の統一の機運は一気にくずれ、大阪の公害は深刻化し、世界の諸都市に先がけ大阪がゴーストタウンになる」と述べた。「明るい革新大阪府政をつくる会」の第1回幹事団体会議が開かれたのは3月10日であり、黒田陣営はそこから1週間足らずで選挙戦に突入した。選挙公報には、社会党中央執行委員長の成田知巳と共産党中央委員会議長の野坂参三とともに、東京都知事の美濃部亮吉と京都府知事の蜷川虎三が推薦人に名を連ねた。
3期の実績を持ち、前年に日本万国博覧会を成功させていた現職の左藤に対し、黒田は出馬時の経緯から知名度が低いと見られていた。4月11日投票。「大阪にきれいな空を取り戻そう」と公害・環境対策を訴えた黒田が左藤を小差で破って当選、初の革新系大阪府知事となった。時の総理大臣だった佐藤栄作は黒田の当選を驚きを持って受け止めたことが、没後公刊された『佐藤栄作日記』（朝日新聞社）に記されている。また府知事としては（官選・民選を通じ）初の大阪府出身者であった。

### 府政前半
就任後は公約に掲げた公害規制（いわゆる「ビッグプラン」）をはじめ、老人医療費や障害者医療費の無料化、「（郵便）ポストの数ほど保育所を」「十五の春は泣かせない」と掲げて保育所や府立高等学校の大幅な増設（1973年度だけで開校13校）など、低所得者層を重視した福祉政策を取っていくが、自民党や財界などからの批判を招いた。加えて同和行政を巡っては社会党との軋轢が激しく、もともと同党の大阪府本部は反共派（江田派）が多いこともあり、次第に同党は反黒田のスタンスを取っていく。
1975年府知事選では、民社党支持の全日本労働総同盟（同盟）大阪地方同盟のみならず、社会党支持の日本労働組合総評議会（総評）大阪地方評議会も反黒田で合意。公明党と共に桃山学院大学学長の竹内正巳を独自候補として擁立し、自民党も左藤知事での副知事だった湯川宏を擁立するが、大型開発よりも公害対策や福祉を重視した実績に府民の支持は厚く、共産党単独の推薦であったが各党の支持層に深く食い込み、45万票の大差で黒田が再選された。

### 府政後半〜落選
その後も舞台裏では反黒田陣営が形成されて共産党単独の議会運営になっていくと、知事の判断で公費で議会対策費を支出することを余儀なくされた。しかし、部落解放同盟と近しい関係にある社会党が与党を離脱したことで、2期目末期の1978年3月末日をもって窓口一本化をやめたり、特定地域・団体への特別予算を削減して一般予算化を進めたりするなど、「公正な」同和対策事業ができるように逆になっていった。1979年の知事選では自民・新自クが中心となり、自治省出身で黒田の下で副知事を務めた岸昌を反黒田統一候補に担ぎ出していく。社公民・社会民主連合もこれに乗るが、総評中央が「公害対策は企業の生産性を圧迫する。メダカやホタルが府税を負担してくれるわけではない」など自由奔放な発言をする岸を反自民・反独占に沿わない候補の可能性があるとして待ったを掛けたり(結局、大阪府本部の意向を了承)、亀田得治ら社会党の一部が離党して黒田を応援するなど混乱が見られた。結局、黒田は共産党と革新自由連合の推薦で再選を目指し、前回よりも18万票伸ばしながらも僅差で岸に敗れた。

## エピソード
- 「私のことをアカだ、アカだという人がおりますが私はまっことクロだです」と話したことがある。
- 知事在任中に顔面神経麻痺を発症している。
- 落選後の1980年1月に弁護士登録、翌81年1月には自由法曹団に入団している。その傍ら大阪経済法科大学教授などとして活動しつつ、革新統一運動を進めていった。
- 歌作をよくし、「草舟」の号を持っている。
- 囲碁・将棋を趣味とし、関西棋院からアマチュア六段、日本棋院からアマチュア五段、日本将棋連盟からアマチュア三段を贈られた[11]。また、関西棋院の顧問をつとめた[11]。
- 晩年には『探偵!ナイトスクープ』（朝日放送）の取材に応じ、笑顔で児童公園で依頼主と会う。
- 府知事時代は「文化の薫る街づくり」を打ち出し、その目玉として1973年に「大阪文化振興研究会」を設置[12]。また、桂米朝や藤本義一、木津川計ら文化人とも広く交流した[8]。

## 著書
- 『学習憲法学』法律文化社、1959年4月5日。NDLJP:2995911。
- 『学習法学』法律文化社、1961年6月1日。NDLJP:2997842。
- 『大阪にルネッサンスを』法律文化社、1974年11月23日。NDLJP:9634403。
- 『あすへの希い : 知事断章』創元社、1974年。NDLJP:11896670。
- 『わが師わがことば』毎日新聞社、1978年6月。NDLJP:12216043。
- 『やちまた放談』キンキ出版、1982年5月。NDLJP:11924136。
- 『わが人生論ノート』大月書店、1984年。ISBN 978-4-272-60021-2